# Löytöjärvi (sjö i Kuhmo, Kajanaland)
Löytöjärvi är en sjö i kommunen Kuhmo i landskapet Kajanaland i Finland. Sjön ligger 226,4 meter över havet. Den är 3,4 meter djup. Arean är 73 hektar och strandlinjen är 6,4 kilometer lång. Sjön  ingår i Uleälvens huvudavrinningsområde.   Den ligger omkring 120 kilometer öster om Kajana och omkring 500 kilometer nordöst om Helsingfors. 